# Ондрашек, Зденек
Зде́нек О́ндрашек (чеш. Zdeněk Ondrášek; родился 22 декабря 1988 года в Страконице, Чехия) — чешский футболист, нападающий клуба «Динамо Ческе-Будеёвице» и сборной Чехии.

## Клубная карьера
Ондрашек начал профессиональную карьеру в клубе «Динамо» из Ческе-Будеёвице. В 2007 году он дебютировал в Гамбинус-лиге. В 2009 году Ондрашек на правах аренды выступал за «Часлав». После окончания аренды он вернулся в «Динамо». 2 августа 2009 года в поединке против «Богемианс 1905» Зденек забил свой первый гол за клуб. В 2012 году Ондрашек на правах аренды перешёл в норвежский «Тромсё». 25 марта в матче против «Фредрикстад» он дебютировал в Типпелиге. В этом же поединке Зденек забил свой первый гол за «Тромсё». По окончании аренды он подписал с клубом постоянный контракт. В 2012 году Зденек вместе с Петаром Ковашчем стал лучшим бомбардиром чемпионата, забив 14 мячей.
В начале 2016 года Ондрашек перешёл в краковскую «Вислу». 12 февраля в матче против «Шлёнска» он дебютировал в польской Экстраклассе. 27 февраля в поединке против «Подбескидзе» Зденек забил свой первый гол за «Вислу».
18 декабря 2018 года Ондрашек перешёл в американский «Даллас». 23 марта 2019 года в матче против «Колорадо Рэпидз» он дебютировал в MLS. 17 августа 2019 года в поединке против «Монреаль Импакт» Зденек забил свой первый гол за «Даллас».
13 сентября 2020 года подписал контракт с «Викторией». Он принял решение вернуться в Чехию по семейным обстоятельствам.

## Международная карьера
11 октября 2019 года в отборочном матче чемпионата Европы 2020 против сборной Англии Ондрашек дебютировал за сборную Чехии. В этом же поединке он забил свой первый гол за национальную команду.

### Статистика выступлений за сборную
| Матчи за сборную Чехии | Матчи за сборную Чехии | Матчи за сборную Чехии | Матчи за сборную Чехии | Матчи за сборную Чехии | Матчи за сборную Чехии  | Матчи за сборную Чехии |
| ---------------------- | ---------------------- | ---------------------- | ---------------------- | ---------------------- | ----------------------- | ---------------------- |
| №                      | Дата                   | Оппонент               | Счёт                   | Голы                   | Соревнование            |                        |
| 1                      | 11 октября 2019        | Англия                 | 2:1                    | 1                      | Отборочный матч ЧЕ-2020 |                        |
| 2                      | 14 октября 2019        | Северная Ирландия      | 2:3                    | -                      | Товарищеский матч       |                        |
| 3                      | 14 ноября 2019         | Косово                 | 2:1                    | -                      | Отборочный матч ЧЕ-2020 |                        |
| 4                      | 17 ноября 2019         | Болгария               | 0:1                    | -                      | Отборочный матч ЧЕ-2020 |                        |
| 5                      | 11 ноября 2020         | Германия               | 0:1                    | -                      | Товарищеский матч       |                        |
| 6                      | 15 ноября 2020         | Израиль                | 1:0                    | -                      | Лига наций 2020/21      |                        |
| 7                      | 18 ноября 2020         | Словакия               | 2:0                    | 1                      | Лига наций 2020/21      |                        |

## Достижения
Индивидуальные
- Лучший бомбардир Типпелиги — 2012 (14 голов)